# Sömngångare (film)
Sömngångare (originaltitel Sleepwalkers) är en amerikansk skräckfilm från 1992.

## Handling
Filmen handlar om den unga Charles Brady, som nyss flyttat in i en stad med sin mor Mary, som är desperat i behov av en oskuldsfull flickas kött. Just Tanya verkar vara den tjej de letar efter. Charles hittar sin roll i skolan, och fångar hennes förtroende. Tanya faller för hans fejkade tillit, men snart inser hon att hennes liv står på spel när han visar sig vara ett monster. Det enda hon kan hoppas på är att sheriffen och hans katt hjälper henne.

## Om filmen
Sömngångare regisserades av Mick Garris och är gjord efter ett originalmanus av Stephen King.

## Rollista (urval)
- Brian Krause - Charles Brady
- Mädchen Amick - Tanya Robertson
- Alice Krige - Mary Brady
- Jim Haynie - Ira, sheriff
- Cindy Pickett - Mrs. Robertson
- Ron Perlman - Soames, kapten
- Lyman Ward - Mr. Don Robertson
- Dan Martin - Andy Simpson